# 日本舞踊の演目一覧
日本舞踊、歌舞伎舞踊、上方舞の演目の一覧。
| 目次:                         |
| 1 日本舞踊                    |
| あ か さ た な は ま や ら わ |
| 2 上方舞                      |
| あ か さ た な は ま や ら わ |
| 3 出典                        |
| 4 関連項目                    |

## 日本舞踊
以下の演目の内、※印のものは歌舞伎舞踊の演目。

### あ行
| あ - 相生獅子※ - 赤坂並木※ - 秋の色種（長唄） - 悪太郎※ - 浅妻船※（長唄） - 浅間嶽※ - 東都獅子（常磐津） - 安宅新関※ - 安宅松※ - 吾妻八景（長唄） - 雨の五郎※（長唄） - 操り三番叟（長唄） - あやめ浴衣※（長唄） - 粟餅※（常磐津） | い - 妹背山道行※（義太夫・常磐津） - 田舎源氏※ - 田舎巫女（長唄） - 茨木※（長唄） - 潮来出島 | う - 浮かれ坊主※（清元） - 浮世風呂※ - うしろ面※ - 薄雪道行※ - 靭猿※（常磐津） - うぶめ※ - 梅川（新口村）※（清元） - 梅の春（清元） - 浦島※ | え - 江島生島※（長唄） - 越後獅子※（長唄） | お - 老松（長唄） - 扇売高尾※ - 近江のお兼※（長唄） - 大江山※ - 大津絵※ - 大津絵道成寺※ - 大森彦七※ - 鴛鴦（おしどり）※（長唄） - お染（お染道行）※（清元） - 男舞（長唄） - 落人※（清元） - お夏狂乱※（常磐津） - 大原女・国入奴（大原女）※（長唄） - お祭り※（清元） - お七吉三※（長唄） - 鬼次拍子舞※（長唄） - お光狂乱※（常磐津） - 女車引※（清元） - 女伊達※（長唄） - 女太夫※（清元） - 女戻駕※ |  |

### か行
| か - 傀儡師※（清元・長唄） - 鏡獅子※（長唄） - 加賀屋狂乱※（長唄） - 角兵衛※（常磐津・長唄） - 神楽娘（常磐津） - 景清※（常磐津） - かごや※ - かさね※（清元） - 鹿島踊※ - 春日龍神※ - 松魚売※（常磐津） - かっぽれ（常磐津） - 桂川※ - 鐘ヶ岬（鐘の岬）（地唄・萩江節） - 金谷丹前※ - 鉄輪※ - 鐘ヶ岬※ - 雷船頭（常磐津） - 雷のお鶴※ - 雁金※（清元） - 寒山拾得※ - 官女（八島官女）※（長唄） - 勧進帳※（長唄） - 神田祭※（清元） - 邯鄲※（長唄） - 紙人形 - かむろ | き - 勢獅子※（常磐津） - 菊慈童※（長唄） - 菊づくし（長唄） - 紀州道成寺（長唄） - 狐火※ - 君が代松竹梅（長唄） - 京鹿子娘道成寺（長唄） - 京人形※（常磐津・長唄） - 漁礁問答※（長唄） - 切支丹道成寺※ - 草摺引※ | く - 草摺引（長唄） - 葛の葉※（義太夫・常磐津・長唄） - 雲助※ - 蜘蛛絲弦※ - 蜘蛛糸宿直噺（常磐津） - 蜘蛛拍子舞※（長唄） - 鞍馬獅子※（清元） - 黒髪※ - 黒塚※（長唄） - 廓八景※ - 廓文章（吉田屋）※（義太夫） | け - 傾城※（長唄） - 傾城浅間嶽（一中節） - 外記猿※（長唄） - 源太※（常磐津） - 元禄花見踊※（長唄） | こ - 高野物狂※ - 小鍛冶※（義太夫・長唄） - 五條橋※ - 寿式三番叟（義太夫・長唄） - 独楽※（常磐津） - 芥太夫（常磐津） - 子守※（清元） - 権八※ - 胡蝶 |  |

### さ行
| さ - 西遊記※ - 相模蜑※ - 鷺娘※（長唄） - 座頭※（長唄・清元） - 三社祭※（清元） - 三世相※ - 三人片輪※（長唄・常磐津） - 三人生酔※（常磐津） - 三番叟※ | し - 汐汲※（長唄） - 四季三葉草（清元） - 時雨西行※（長唄） - 賤機帯※（長唄） - 七福神※（長唄） - 質屋の庫※ - 島の千歳※（長唄） - 石橋※ - 執着獅子※（長唄） - 十二段君が色香※ - 猩々※（義太夫・常磐津） - 松竹梅※ - 心猿※ - 新曲浦島※（長唄） | す - 水仙丹前※ - 末広狩※（長唄） - 素襖落※（長唄・義太夫） - 助六※（長唄・清元） - 須磨の写絵※（清元） - 隅田川※（清元） - 墨塗女※ | せ - 青海波※（清元） - 関寺小町（長唄） - 関三奴※ - 関の扉（積恋雪関扉）※（常磐津） - 船頭※ | そ |  |

### た行
| た - 高尾ざんげ※（長唄） - 高坏※（長唄） - 旅奴（清元） - 太刀盗人※ - 玉兎※（清元） - 多摩川※ - 玉屋※（清元） - 団子売※（義太夫） - 團十郎狂乱※ - 竹生島※ | ち - 茶筅売※ - 茶壷※ - 長作※ - 蝶の道行※（義太夫） | つ - 土蜘※（長唄） - 津山の月※（清元） - 釣女※（常磐津） - 釣狐※ - 鶴亀※（長唄） | て - 手習子※（長唄） - 丁稚（長唄） | と - 峠の万歳※（清元） - 道成寺※ - 唐相撲※ - 木賊刈※（長唄） - 土佐絵※ - 年増※（常磐津） - 鳥羽絵※（清元） - 供奴※（長唄） - 鳥さし（清元） - 鳥辺山※（宮薗節） - どんつく※（常磐津） - 鳶奴※（長唄） |  |

### な行
| な - 仲蔵狂乱※（長唄） - 菜種の狂乱※ - 納豆売※ | に - 二十四孝・狐火（義太夫） - 二人袴※ - 二人椀久※（長唄） - 日本振袖始※ - 俄獅子（長唄） | ぬ | ね | の - 蚤取男※（長唄） - 乗合船（乗合船恵方万歳）※（常磐津） |  |

### は行
| は - 俳諧師※（常磐津） - 白扇曽我※ - 羽衣※ - 橋弁慶※（長唄） - 柱建※ - 八段目※ - 花見奴※ - 羽根の禿※（長唄） - 浜松風※（長唄） - 春駒※ - 半田稲荷※（長唄） | ひ - 檜垣※（清元） - 髭櫓※ - 日高川※（義太夫） - 百物語※（常磐津・清元・長唄） | ふ - 風流船揃（長唄） - 武悪※ - 風船乗※ - 吹取妻※ - 藤娘※（長唄） - 双面（双面水照月） ※（常磐津・義太夫） - 船弁慶※（長唄） - 文売り※（清元） - 紅勘※ - 藤の花 | へ | ほ - 棒しばり※（長唄） - 北州※（清元） |  |

### ま行
| ま - まかしょ※（長唄） - 枕獅子※ - 将門※（常磐津） - 松島（常磐津） - 松廼羽衣（常磐津） - 幻椀久※ - 万歳※ | み - 身替りお俊※ - 身替座禅※（長唄・常磐津） - 道行詞甘替※ - 道行旅路の嫁入（義太夫・清元・常磐津） - 道行似合女夫丸※ - 三人形※（常磐津） - 三つ面子守※（常磐津） - 都風流（長唄） | む - 娘七種※（長唄） - 雪振袖山姥（常磐津） - 宗清※ | め - 女夫狐※ | も - 盲杖桜雪社※ - 望月※（長唄） - 戻駕※（常磐津） - 戻橋※（常磐津） - 紅葉狩※（長唄・常磐津・義太夫） |  |

### や行
| や - 櫓のお七※（義太夫） - 屋敷娘※（常磐津・長唄） - 八島※ - 保名※（清元） - 奴凧※ - 山帰り※（清元） - 大和団子※ - 山鳥※ - 山姥（薪荷雪間市川）※（常磐津） | ゆ - 夕顔棚※ - 夕立※（清元） - 雪※ - 雪の道成寺※ - 熊野※ | よ - 吉野天人※ - 吉野山（道行初音旅）※（義太夫・清元・常磐津） - 夜編笠※ - 吉原雀※（長唄・清元） - 嫁奈摘※ |  |

### ら行
| ら | り - 龍虎※ - 流星※（清元） - 良寛と子守※ | る | れ - 連獅子※（長唄） | ろ - 六歌仙※（長唄・清元・義太夫） |  |

### わ行
わ
- 椀久※

## 上方舞

### あ行
- 葵の上
- 朝戸出
- 桶取
- おちや乳人
- 落し文

### か行
- 鉄輪
- 京の四季
- 霧の雨（桐の雨）
- ぐち
- 口切り
- 黒髪
- 小簾の戸

### さ行
- 三国一
- 世界
- 袖香炉

### た行
- たにし
- 珠取海士
- 出口の柳

### な行
- 流しの枝
- 名護屋帯
- 夏は蛍
- 浪速十二月
- 鼠の道行
- 閨の扇

### は行
- 花の旅
- ひなぶり

### ま行
- 万歳
- 水鏡
- 都十二月
- 虫の音

### や行
- 八島
- 由縁の月
- 雪
- 淀川

### わ行
- わしが在所